# Enrique Shaw

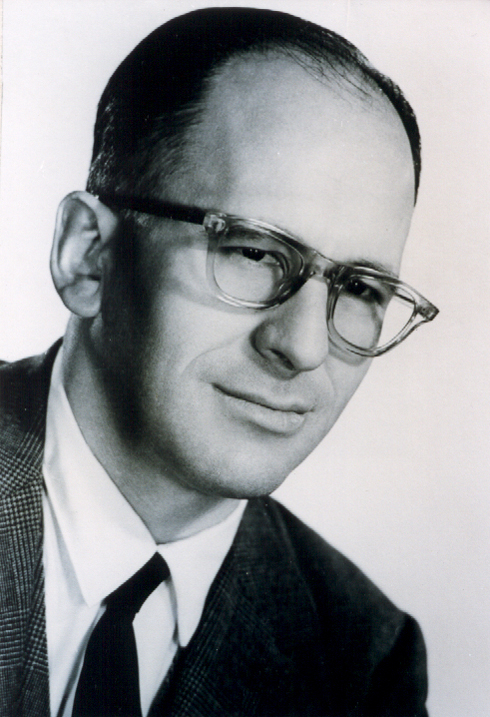

Enrique Shaw (ur. 26 lutego 1921 w Paryżu zm. 27 sierpnia 1962 w Buenos Aires) – Sługa Boży Kościoła katolickiego.

## Życiorys
Enrique Shaw urodził się 26 lutego 1921 roku. Jego rodzicami byli Sara Altgelt Tornquista i Alexander Shaw. Jego matka zmarła, gdy Enrique miał 4 lata. Rozpoczął studia w Colegio de La Salle, w Buenos Aires, gdzie był wyróżniającym się uczniem. Był członkiem Kongregacji maryjnej. Na początku 1936 roku, po ukończeniu 14 lat, wstąpił do Akademii Marynarki Wojennej, mimo początkowego sprzeciwu ojca. W 1943 roku ożenił się z Cecilią Bunge; z tego związku miał dziewięcioro dzieci. W 1945 roku został wysłany przez US Navy do USA, aby uczyć się meteorologii. Założył Chrześcijańskie Stowarzyszenie biznesmenów. W 1957 roku wykryto u niego nowotwór. Zmarł 27 sierpnia 1962 roku. Od 1997 roku trwa jego proces kanonizacyjny.